# أليس أليسون دونغان
أليس أليسون دونغان (بالإنجليزية: Alice Allison Dunnigan)‏ هي صحفية أمريكية، ولدت في 27 أبريل 1906 في روسلفيل في الولايات المتحدة، وتوفيت في 6 مايو 1983 في واشنطن العاصمة في الولايات المتحدة.